# Брајтон (округ Одубон, Ајова)
Брајтон (енгл. Brayton) град је у америчкој савезној држави Ајова. По попису становништва из 2010. у њему је живело 128 становника.

## Демографија
Према попису становништва из 2010. у граду је живело 128 становника, што је -17 (-11.7%) становника више него 2000. године.
| Група             | 2000.       | 2010.       |
| Белци             | 144 (99,3%) | 125 (97,7%) |
| Афроамериканци    | 0 (0,0%)    | 0 (0,0%)    |
| Азијати           | 0 (0,0%)    | 0 (0,0%)    |
| Хиспаноамериканци | 0 (0,0%)    | 1 (0,8%)    |
| Укупно            | 145         | 128         |